# Tedi Papavrami
Tedi Papavrami (ur. 13 maja 1971 w Tiranie) – albański skrzypek i tłumacz.

## Życiorys
Jest synem muzyka Roberta Papavramiego. Naukę gry na skrzypcach rozpoczął w wieku lat pięciu. Jako „cudowne dziecko” już w wieku 8 lat występował z orkiestrą Filharmonii Tirańskiej, grając Arie Bohemienne P. Sarasate. W 1982 po raz pierwszy zagrał koncert skrzypcowy Paganiniego, przed tirańską publicznością. W tym samym roku uzyskał francuskie stypendium rządowe, co umożliwiło mu podjęcie studiów pod kierunkiem Pierre'a Amoyala w paryskim konserwatorium. Po uzyskaniu licencjatu w 1987, kontynuował studia w Lozannie, pod kierunkiem Zino Francescattiego i Viktorii Mulovy.
W 1985 zwyciężył w międzynarodowym konkursie skrzypcowym im. Rodolfo Lipitzera w Gorycji. W 1993 zdobył pierwszą nagrodę w festiwalu skrzypcowym im. Sarasate w Pampelunie. W czasie swoich koncertów występował z Orchestra di Bologna, Bamberger Symphoniker oraz Orchestre de Paris. Obecnie gra na instrumencie, który wykonał dla niego w 2005 Christian Bayon.
W 2003 zagrał rolę Raphaela Danceny we francuskim serialu Niebezpieczne związki, a w 2009 główną rolę w albańskim filmie fabularnym Kronika prowincjonalna. W 2002, po śmierci Jusufa Vrioniego został wybrany przez wydawnictwo Fayard na tłumacza dzieł Ismaila Kadare.

## Dyskografia
- 2006: Domenico Scarlati, Violin Transcriptions
- 2007: Brahms, Sonates violin et piano, Nr. 1 A 3